# Liste de spéléologues

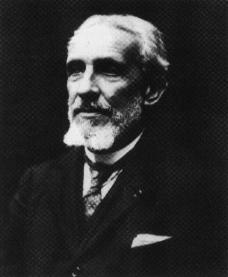
Édouard-Alfred Martel, l'un des pères de la spéléologie moderne.

L'histoire et le développement de la spéléologie ont été marqués par des personnalités particulièrement actives ou médiatiques.
Voici une liste non exhaustive de certains de ces hommes et femmes. Seule la nationalité des non français est précisée.
Cette liste mentionne les spéléologues français et étrangers dont la notoriété est reconnue par la Fédération française de spéléologie, ainsi que d'autres spéléologues étrangers faisant l'objet d'au moins un article dans l'encyclopédie multilingue Wikipédia.
D'autres spéléologues étrangers, de renommée locale, sont mentionnées dans des listes nationales connexes, accessibles depuis la palette de navigation en bas de page (non accessible en version mobile).
- Haut – A
- B
- C
- D
- E
- F
- G
- H
- I
- J
- K
- L
- M
- N
- O
- P
- Q
- R
- S
- T
- U
- V
- W
- X
- Y
- Z

## A
- Jack Abbo (°1945 - †1987)
- Gustave Abel (°1901 - †1988), Autrichien
- Michel Abonneau (°1937 - †1983)
- Karel Absolon (°1877 - †1960), Tchèque
- Henry Agalède (°1913 - †1962)
- Edmond Albe (°1861 - †1926)
- André Amélineau (°1910 - †1980)
- Georges Amoudruz (°1900 - †1975), Suisse
- Henriette d'Angeville (°1764 - †1871)
- Pierre Arbez (°1913 - †1975)
- Félix Ruiz de Arcaute (°1927 - †1971), Belge
- Louis Armand (spéléologue) (°1854 - †1921)
- Paul Arnal (°1871 - †1950)
- Séraphin Arnal (°1901 - †1966)
- Roland Arnaud (°1920 - †1987)
- Jules Artières (°1864 - †1961)
- Norbert Aujoulat (°1941 - †2011)
- Henri Louis Joseph Ayme (°1888 - †1970), connu comme Docteur Ayme

- Haut – A
- B
- C
- D
- E
- F
- G
- H
- I
- J
- K
- L
- M
- N
- O
- P
- Q
- R
- S
- T
- U
- V
- W
- X
- Y
- Z

## B
- Ernő Balogh (hu) (°1882 - †1969), Hongrois
- Louis Balsan (°1903 - †1988)
- André Bancal (°1918 - †1955)
- Jules Beaupré (°1859 - †1921)
- André Belin (°1896 - †1983)
- Eugenio de Bellard Pietri (en) (°1927 - †2000), Vénézuélien
- Paul Bellin (°1931 - †1987)
- Henri Bessac (°1906 - †1983)
- Pierre Bichet (°1922 - †2008)
- Jean-Gilbert Birebent (°1902 - †1967)
- Stephen Bishop (explorateur) (°1820 - †1857), Américain
- Samuel Blanquet (°1686 - †1751)
- Gustave Boissière (°1905 - †1956)
- Jules Boissonnade [Abbé] (°1832 - †1897)
- Annette Bouchacourt (°1916 - †1944)
- Lucien Bouclier (°1951 - †1987)
- Jean-Luc Boudeau (°1968 - )
- Roger Bouillon  (°1940 - †2008)
- Pierre Boulanger (spéléologue) (°? - †?)
- Marcellin Boule (°1861 - †1942)
- André Bourgin (°1904 - †1968)
- Yves Bousquet (°1951 - †1985)
- Henri Breuil [Abbé] (°1877 - †1961)
- Lucien Briet (°1860 - †1921)
- Henri Brocard (°1845 - †1922)
- Georg Buchholtz (°1688 - †1737), Hongrois
- Nicolas-Amand Buvignier (°1808 - †1880)

- Haut – A
- B
- C
- D
- E
- F
- G
- H
- I
- J
- K
- L
- M
- N
- O
- P
- Q
- R
- S
- T
- U
- V
- W
- X
- Y
- Z

## C
- Michel Cabidoche (°1929 - †1979)
- Giancarlo Cappanera (°1946 - ), Italien
- Charles Carnus [Abbé] (°1749 - †1792)
- Gilbert Carpentier (°1942 - †1976)
- Émile Cartailhac (°1845 - †1921)
- Élisabeth Casteret (°1905 - †1940)
- Norbert Casteret (°1897 - †1987)
- Denis Cathala (°1899 - †1950)
- André Cavaillé (°? - †?)
- Amédée Caylar[1] (°1898 - †1981)
- Aimé Cazal (°1897 - †1985)
- Claude Chabert[2] (°1939 - †2009)
- Christian Chambosse (°1914 - †2004)
- Émile Chanel (°1851 - †1927)
- Gatien Chaplain-Duparc (°1819- †1888)
- Pierre-Alfred Chappuis (°1891 - †1960), Suisse
- Pierre Chevalier (°1905 - †2001)
- Docteur Chevrot (°1858 - †1944)
- Jean-Xavier Chirossel (°1926 - †1984)
- Jacques Choppy (°1926 - †2004)
- Raymond Ciry (°1898 - †1978)
- René Clastres (°1908 - †1967)
- Jean-René Claudel (°1898 - †1979)
- J. C. Coleman (en) (°1914 - †1971), Irlandais
- Jean Colin (°1909 - †1971)
- Jean Colombier (°? - †?)
- Emilio Comici (°1901 - †1940), Italien
- Bruno Condé (°1920 - †2004)
- Pierre Contejean (°1906 - †1983)
- Jean Corbel (°1920 - †1970)
- Joseph Corcelle (°1858 - †1921)
- Lucien Cordier (°1922 - †1980)
- Jean-Louis Coste (°1943 - †1975)
- Max Cosyns  (°1906 - †1998), Belge
- Michel de Courval (°1935 - †1979)
- William Crowther (°1936 - ), Américain
- Jim Czajkowski (°1961 - ), alias James Clemens ou James Rollins, Américain

- Haut – A
- B
- C
- D
- E
- F
- G
- H
- I
- J
- K
- L
- M
- N
- O
- P
- Q
- R
- S
- T
- U
- V
- W
- X
- Y
- Z

## D
- Henry Darcy (°1803 - †1858)
- Gabriel Daubrée (°1814 - †1896)
- André David (spéléologue) (°1906 - †1977)
- Oscar Decombaz (°1866 - †1914)
- Jérôme Deboulle (°1985 - )
- Joseph Delteil (spéléologue) (°1909 - †1979)
- Brigitte et Gilles Delluc (°1936 - ) et (°1934 - †2022)
- Joël Denoizé (°1955 - †1981)
- Jules Desnoyers (°1800 - †1887)
- Jean Deudon (°1914 - †1991)
- Charles Domergue (°1914 - †2008)
- Charles Domont (°1901 - †1976)
- Michel Douat (°1946)
- Maurice Dreyfuss (°1906 - †1975)
- Clément Drioton (°1872 - †1934)
- Paul Dubois (°1930 - †2019)
- Yves-Henri Dufour (°1925 - †1957)
- Émile Dujardin-Weber (°1915 - †2005)
- Jean-Michel Dumont (°1941 - †1988)
- Hayatullah Khan Durrani (en) (°1962 - ), Pakistanais

- Haut – A
- B
- C
- D
- E
- F
- G
- H
- I
- J
- K
- L
- M
- N
- O
- P
- Q
- R
- S
- T
- U
- V
- W
- X
- Y
- Z

## E
- René Ehinger (°1923 - †1988)
- Stéphane Errard (°1907 - †1983)
- Éric Establie (°1965 - †2010)
- Paco Etxeberria (es) (°1957 - ) Espagnol (Basque)
- Sheck Exley (en) (°1949 - †1994), Américain

- Haut – A
- B
- C
- D
- E
- F
- G
- H
- I
- J
- K
- L
- M
- N
- O
- P
- Q
- R
- S
- T
- U
- V
- W
- X
- Y
- Z

## F
- Robert de Faccio (°1930 - †1967)
- Louis Fage (°1883 - †1964)
- Luc-Henri Fage (°1957 - )
- Gérald Favre, Suisse
- Eugène Ferrasse (°1880 - †1961)
- Edouard Ferray (°1845 - †1904)
- Claude Fighiera (°1943 - †1974)
- Henri Filhol (°1843 - †1902)
- Beatriz Flamini
- Albin Fontanille (°1883 - †1963)
- Norberto Font y Sagué (es) (°1874 - †1910), Espagnol (Catalan)
- Raoul Fortin (°1856 - †1945)
- Eugène Fournier (°1871 - †1941)
- Jean-Claude Frachon (°1944 - †2005)
- Herbert W. Franke (°1927 - †2022), Autrichien
- Bruno Fromento (°1963 - )

- Haut – A
- B
- C
- D
- E
- F
- G
- H
- I
- J
- K
- L
- M
- N
- O
- P
- Q
- R
- S
- T
- U
- V
- W
- X
- Y
- Z

## G
- Raymond Gaché (°1906 - †1968)
- Henri Gadeau de Kerville (°1858 - †1940)
- Jean Gajac (°1916 - †1973)
- Jean-Jacques Garnier (°1932 - †1998)
- Félix Garrigou (°1835 - †1920)
- Bernard Gauche (°1953)
- Gabriel Gaupillat (°1862 - †1927)
- Ludovic Gaurier (°1875 - †1931)
- Jules Gavet (°? - †?)
- Maurice Gennevaux (°1880 - †1918)
- Bernard Gèze (°1913 - †1996)
- Raymond Gigon (°1929 - †1981)
- Éric Gilli (°1957 - )
- Gustav Ginzel (°1932 - †2008)
- Jean Gajac (°1916 - †1973)
- René Ginet (°1927 - †2014)
- Joseph Giry (°1905 - †2002)
- John Alan Glennon (en) (°1970 - ), Américain
- André Glory (°1906 - †1966)
- Alexandre Godron (°1807 - †1880)
- Georg August Goldfuss (°1782 - †1848), Allemand
- Dragutin Gorjanović-Kramberger (°1856 - †1936), Croate
- Xavier Goyet (°1950 - †1986)
- Georges Gramont (°1900 - †1986)
- Nicolas Gučetić (°1540 - †1610), Italien
- Adrien Guebhard (°1849 - †1924)
- Henri Guérin (°1901 - †1981)
- Florence Guillot (°1966 - )
- Jean-Luc Guinot (°1971- )

- Haut – A
- B
- C
- D
- E
- F
- G
- H
- I
- J
- K
- L
- M
- N
- O
- P
- Q
- R
- S
- T
- U
- V
- W
- X
- Y
- Z

## H
- Hubert Habart (°1898 - †1981)
- Jean-Caude Haguelon (°1948 - †1977)
- Frédérik Hammel (°1962 - †1988)
- Raymond Hansotte (°1900 - †1968)
- André Haond (°? - †?)
- Édouard Harlé (°1850 - †1922)
- Jochen Hasenmayer (°1941 - ), Allemand
- Paul Hosie (en) (°1967 - ), Australien
- Louis Houssais (°1931 - †1983)
- Pascal Huguenin, Suisse
- Nicolas Husson (°1814 - †1890)

- Haut – A
- B
- C
- D
- E
- F
- G
- H
- I
- J
- K
- L
- M
- N
- O
- P
- Q
- R
- S
- T
- U
- V
- W
- X
- Y
- Z

## I
Néant
- Haut – A
- B
- C
- D
- E
- F
- G
- H
- I
- J
- K
- L
- M
- N
- O
- P
- Q
- R
- S
- T
- U
- V
- W
- X
- Y
- Z

## J
- Stéphane Jaillet (°1969)
- Étienne-Adrien Jeanjean (°1820 - †1897)
- René Jeannel (°1879 - †1965)
- Robert de Joly (°1887 - †1968)

- Haut – A
- B
- C
- D
- E
- F
- G
- H
- I
- J
- K
- L
- M
- N
- O
- P
- Q
- R
- S
- T
- U
- V
- W
- X
- Y
- Z

## K
- Artur Kozłowski (°1977 - †2011), Polonais
- Stepan Kracheninnikov (°1711 - †1755), Russe
- Georges Kuster (°1924 - †1982)

- Haut – A
- B
- C
- D
- E
- F
- G
- H
- I
- J
- K
- L
- M
- N
- O
- P
- Q
- R
- S
- T
- U
- V
- W
- X
- Y
- Z

## L
- André Lachambre (°1925 - †2000)
- Philibert Lalande (°1838 - †1925)
- Pierre-Raphaël Lamolle (°1898 - †1980)
- Henri de Lapierre (°1882 - †1955)
- Jacques Latour (°1918 - †1956)
- Louis de Launay (°1860 - †1938)
- Roger Laurent (°1941 - †2007)
- Maurice Laurès (°1925 - †2016)
- Jean Lautier (°1923 - †1990)
- Guy de Lavaur (°1903 - †1986)
- Bernard Lebreton (°1960)
- Bertrand Léger (°1947 - †1984)
- Eric Le Guen (°1959 - )
- Francis Le Guen (°1956 -)
- Véronique Le Guen (°1956 - †1990)
- Amédée Lemozi (°1882 - †1970)
- Alexandre Le Royer (°1860 - †1922)
- André Leroi-Gourhan (°1911 - †1986)
- Robert Leruth (°1912 - †1940)
- Jean Lesur (°1925 - †2012)
- Michel Letrône (°1933 - †2014)
- Rémy Limagne (°1958)
- Josiane Lips (°1956)
- Henri Lombard (°1925 - †1950)
- Bernard de Loriol (°? - †?)
- Marcel Loubens (°1923 - †1952)
- Pierre Lubac (°1889 - †1971)
- Jean-Angel Lucante (°1850 - †1889)
- Michel Luquet (°1939 - †2024)

- Haut – A
- B
- C
- D
- E
- F
- G
- H
- I
- J
- K
- L
- M
- N
- O
- P
- Q
- R
- S
- T
- U
- V
- W
- X
- Y
- Z

## M
- Bernard Magos (°1930 - †2023), Belge, découvreur du Bernard à Mont-Godinne en Belgique
- Richard Maire (°1949)
- Jean-Pierre Mairetet (°1941 - †1988)
- Jules de Malbos (°1782 - †1867)
- Mirko Malez (en) (°1924 - †1990), Croate
- Georges Marbach (°1944- )
- Géo Marchand (°1922 - †2010)
- Francesco De Marchi (°1504 - †1576), Italien
- Benoît-Joseph Marsollier (°1750 - †1815)
- Édouard-Alfred Martel (°1859 - †1938)
- David Martin (spéléologue) (°1842 - †1918)
- Joseph Martin (spéléologue) (°1883 - †1952)
- Pierre-Marie Martin (°1932 - †1986)
- Louis Martrou (°1866 - †1954)
- André Maynadier (°1927 - †1963)
- Félix Mazauric (°1868 - †1919)
- Guy Meauxsoone (°1946 - †2023)
- Pierre-Louis Mély (°1863 - †1897)
- Louis Méroc (°1904 - †1970)
- Marcel Meyssonnier (°1946)
- Georges Milhaud (°1892 - †1952)
- Pierre Minvielle (°1934 -†2018)
- Maurizio Montalbini (en) (°1953 - †2009), Italien
- Auguste Monton (°1875 - †1942)
- Constantin Motas (°1891 - †1980)
- Georg, comte de Münster (°1776 - †1844), Allemand
- Monteils Jean-Pierre (°1945)

- Haut – A
- B
- C
- D
- E
- F
- G
- H
- I
- J
- K
- L
- M
- N
- O
- P
- Q
- R
- S
- T
- U
- V
- W
- X
- Y
- Z

## N
- Johannes Anton Nagel (cs) (°1717 - †1794), Prussien de Westphalie
- Adalbert Neischl (de) (°1853 - †1911), Allemand
- Jean Noir (°1917 - †1958)
- Louis de Nussac (°1869 - †1951)
- René Nuffer (°1917 - †1992)

- Haut – A
- B
- C
- D
- E
- F
- G
- H
- I
- J
- K
- L
- M
- N
- O
- P
- Q
- R
- S
- T
- U
- V
- W
- X
- Y
- Z

## O
- Jules Ollier de Marichard (°1824 - †1901)
- Abbé Ortiz (°1908 - †1952)
- Albert Oyhançabal (°1933 - †2017)

- Haut – A
- B
- C
- D
- E
- F
- G
- H
- I
- J
- K
- L
- M
- N
- O
- P
- Q
- R
- S
- T
- U
- V
- W
- X
- Y
- Z

## P
- Elie Pakalski (°? - †?)
- Jacques Paloume (°1922 - †1967)
- Jean-Baptiste Paramelle (°1790 - †1875)
- Ralph Parrot (°1901 - †1991)
- Jean Patonnier (°1935 - †1985)
- Maurice Patras (°1934 - †2001)
- Marcellin Pellet (°1849 - †1951)
- Jean-François Pernette (°1954 - )
- Louis Perrier (spéléologue) (°1875 - †1953)
- Fernand Petzl (°1913 - †2003)
- Édouard Piccinini (°1929 - †1955)
- Bernard Pierret (°1928 - †1967)
- André Polit (°1918 - †1977)
- Claude Pommier (°1931 - †1969)
- Raymond Pons (°1856 - †1930)
- Henri Pontille (°1928 - †1974)
- Raphaël-Marie Pouget (°1889 - †1952)
- Hanric-Philippe Poujol (°1839 - †1928)
- Georges Pradines (°1855 - †1896)
- Paul Prégent (°? - †1960)
- Daniel Prévot (°1940 - †2016)
- Gérard Propos (°1933 - †2002)
- Serge Puisais (°1954 - )
- Fredo Poggia (°1955 -  )

- Haut – A
- B
- C
- D
- E
- F
- G
- H
- I
- J
- K
- L
- M
- N
- O
- P
- Q
- R
- S
- T
- U
- V
- W
- X
- Y
- Z

## Q
- André Quantin (°1929 - †1976)
- Corentin Queffelec (°1921 - †1985)

- Haut – A
- B
- C
- D
- E
- F
- G
- H
- I
- J
- K
- L
- M
- N
- O
- P
- Q
- R
- S
- T
- U
- V
- W
- X
- Y
- Z

## R
- Emil Racoviță (°1868 - †1947), Roumain
- Otto Rahn (°1904 - †1939), Allemand
- Paul Raymond (médecin et préhistorien) (°1859 - †1944)
- Félix Régnault (°1847 - †1908)
- Paul Remy (°1894 - †1962)
- Edmond Renaud (°1870 - †1897)
- Philippe Renault (°1925 - †2001)
- Pierre Rias (°1941 - †2008)
- Georges Ricard (°1911 - †1985)
- Julius Riemer  (°1880 - †1958), Allemand
- Émile Rivière (°1835 - †1922)
- Johann Christian Rosenmüller (°1771 - †1820), Allemand
- Raymond Rouquet (°1916 - †1984)
- Eugen Ruffínyi (sk) (°1846 - †1924), Slovaque
- Ernest Rupin (°1845 - †1909)

- Haut – A
- B
- C
- D
- E
- F
- G
- H
- I
- J
- K
- L
- M
- N
- O
- P
- Q
- R
- S
- T
- U
- V
- W
- X
- Y
- Z

## S
- Rudolf Saar (de) (°1886 - †1963), Autrichien
- Jacques de Saint-Ours (°1924 - †1968)
- Comte de Saint-Perrier (°1877 - †1950)
- Ludovic Savoy, Suisse
- Louis Scelo (°? - †?)
- Othmar Schauberger (de) (°1901 - †1933), Autrichien
- Adolf Schmidl (de) (°1802 - †1863), Autrichien
- Henri Schoeller (°1899 - †1988)
- Michel Schoenig (°1941 - †1979)
- Stéphanie Schwabe (en) (°1957 - ), Allemande
- Eric Segond (°1959 - †1984)
- Roger-Marie Séronie-Vivien (°1927 - †2013)
- Pierre Toussaint Marcel de Serres de Mesplès (°1780 - †1862)
- Jack Sheppard (°1909 - †2001), Anglais
- Germain Sicard (°1851 - †1935)
- Michel Siffre (°1939 - †2024))
- Joseph-Aignan Sigaud de Lafond (°1730 - †1810)
- Claude Siguier (°1935 - †1977)
- Raoul Simonin (°1925 - †1950)
- Georges Simonnet (°1905 - †1987)
- Friedrich Simony (°1813 - †1896), Autrichien
- Tadej Slabe (de) (°1959 - ), Slovène
- Alexis Solanet (°1837 - †1919)
- Richard Spöcker (de) (°1897 - †1975), Allemand
- Robert Sténuit (°1933 - †2024), Belge
- Alain Suavet (°1948 - †2008)
- Jean Susse (°1905 - †1982)

- Haut – A
- B
- C
- D
- E
- F
- G
- H
- I
- J
- K
- L
- M
- N
- O
- P
- Q
- R
- S
- T
- U
- V
- W
- X
- Y
- Z

## T
- Haroun Tazieff (°1914 - †1998), Russe puis Belge puis Français
- Pierre Temple (°? - †?)
- Monseigneur Tournier (°1863 - †1938)
- Bernard Tourte (°1970)
- Hubert Trimmel (de) (°1924 – †2013),  Autrichien
- Félix Trombe (°1906 - †1985)
- Eugène Trutat (°1840 - †1910)

- Haut – A
- B
- C
- D
- E
- F
- G
- H
- I
- J
- K
- L
- M
- N
- O
- P
- Q
- R
- S
- T
- U
- V
- W
- X
- Y
- Z

## U
Néant
- Haut – A
- B
- C
- D
- E
- F
- G
- H
- I
- J
- K
- L
- M
- N
- O
- P
- Q
- R
- S
- T
- U
- V
- W
- X
- Y
- Z

## V
- Gabrielle Vallot (°1856 - †1933)
- Joseph Vallot (°1854 - †1925)
- Albert Vandel (°1894 - †1980)
- Georges Vaucher (°1900 - †1982)
- Michel Vaucher (°1936 - †2008)
- Roger Verdegen (°1935 - †2024)
- Robert Vergnes (°1927 - †2004)
- Jules Verne (°1828 - †1905)
- Émile Vigarié (°? - †?)
- Gabriel Vila (°1912 - †1969)
- Armand Viré (°1869 - †1951)
- Robert Vouay (°1923 - †1982)

- Haut – A
- B
- C
- D
- E
- F
- G
- H
- I
- J
- K
- L
- M
- N
- O
- P
- Q
- R
- S
- T
- U
- V
- W
- X
- Y
- Z

## W
- Jindřich Wankel (en) (°1821 - †1897), ou Heinrich Wankel, Tchèque
- Johann Westhauser (de) (°1960 - ),  Allemand
- Benno Wolf (de) (°1871 – †1943),  Allemand

- Haut – A
- B
- C
- D
- E
- F
- G
- H
- I
- J
- K
- L
- M
- N
- O
- P
- Q
- R
- S
- T
- U
- V
- W
- X
- Y
- Z

## X
Néant
- Haut – A
- B
- C
- D
- E
- F
- G
- H
- I
- J
- K
- L
- M
- N
- O
- P
- Q
- R
- S
- T
- U
- V
- W
- X
- Y
- Z

## Y
Néant
- Haut – A
- B
- C
- D
- E
- F
- G
- H
- I
- J
- K
- L
- M
- N
- O
- P
- Q
- R
- S
- T
- U
- V
- W
- X
- Y
- Z

## Z
- Eric Zipper (°1964 - )

- Haut – A
- B
- C
- D
- E
- F
- G
- H
- I
- J
- K
- L
- M
- N
- O
- P
- Q
- R
- S
- T
- U
- V
- W
- X
- Y
- Z

## Sources et autres références

### Sources
- Spelunca (Spécial Centenaire de la spéléologie) no 31, F.F.S., Lyon, juillet-septembre 1988, p. 12-86 ; lire en ligne
- Delanghe, D. (2001) « Médailles et distinctions honorifiques » (document PDF), Les Cahiers du CDS no 12, F.F.S., Lyon
- Association des anciens responsables de la fédération française de spéléologie : In Memoriam.
- Spéléo Magazine, revue trimestrielle indépendante, créée en 1990 Site de la revue Spéléo Magazine

### Autres références
1. ↑  in Spelunca no 9, janv.-mars 1983
2. ↑  ANAR Bull no 26, octobre 2009.